# Chalarus irwini
Chalarus irwini är en tvåvingeart som beskrevs av Skevington och Christian Kehlmaier 2008. Chalarus irwini ingår i släktet Chalarus och familjen ögonflugor.
Artens utbredningsområde är Fiji. Inga underarter finns listade i Catalogue of Life.